# Prosperpolder
Prosperpolder is een internationale polder en een gehucht van circa 200 inwoners opgedeeld tussen de deelgemeente Kieldrecht van de Belgische Oost-Vlaamse gemeente Beveren-Kruibeke-Zwijndrecht  en de buurtschap Prosperdorp van de Nederlandse Zeeuws-Vlaamse gemeente Hulst. De polder dateert van 1846. Het gehucht wordt in zijn geheel ook wel Prosperdorp of Prosper genoemd. Het gehucht ligt in het noorden van de deelgemeente Kieldrecht, vlak tegen de Nederlandse grens. Sinds 2013 zijn er plannen om een groot deel van het Belgische deel van de polder aan Prosperhaven om te vormen tot natuurgebied.

## Geschiedenis
Voor 1846 was de Prosperpolder nog een schorren- en slikkengebied langs de oevers van de Schelde. In opdracht van de zevende hertog Prosper Lodewijk van Arenberg werd het gebied ingedijkt en ontstond de Prosperpolder, met een oppervlakte van 1051 hectare zoals we die vandaag nog kennen.
Rond 1870 waren er 4 grote hofsteden die de streek bestuurden, namelijk de Prosper-, Petrus-, Engelbertus- en Antoniushoeve. Deze vier hofsteden moesten een maximum aan rendement garanderen voor de hertog. Ze werden alle in eigen beheer uitgebaat door kasteleins, onder toezicht van een rentmeester. Prominenten en figuren uit de Europese adel kwamen er geregeld jagen.
In de periode 1895 - 1905 werden een twintigtal - meestal Nederlandse - pachters aangetrokken. Zij kregen zeven percelen (14 hectare) in pacht met de belofte op uitbreiding in de Hertogin Hedwigepolder die in de steigers stond.
De Prosperhoeve is sinds 22 september 1982 beschermd. Het woonhuis met maalderij en machinepark als monument, de resterende gebouwen van de oorspronkelijke hoeve als landschap.

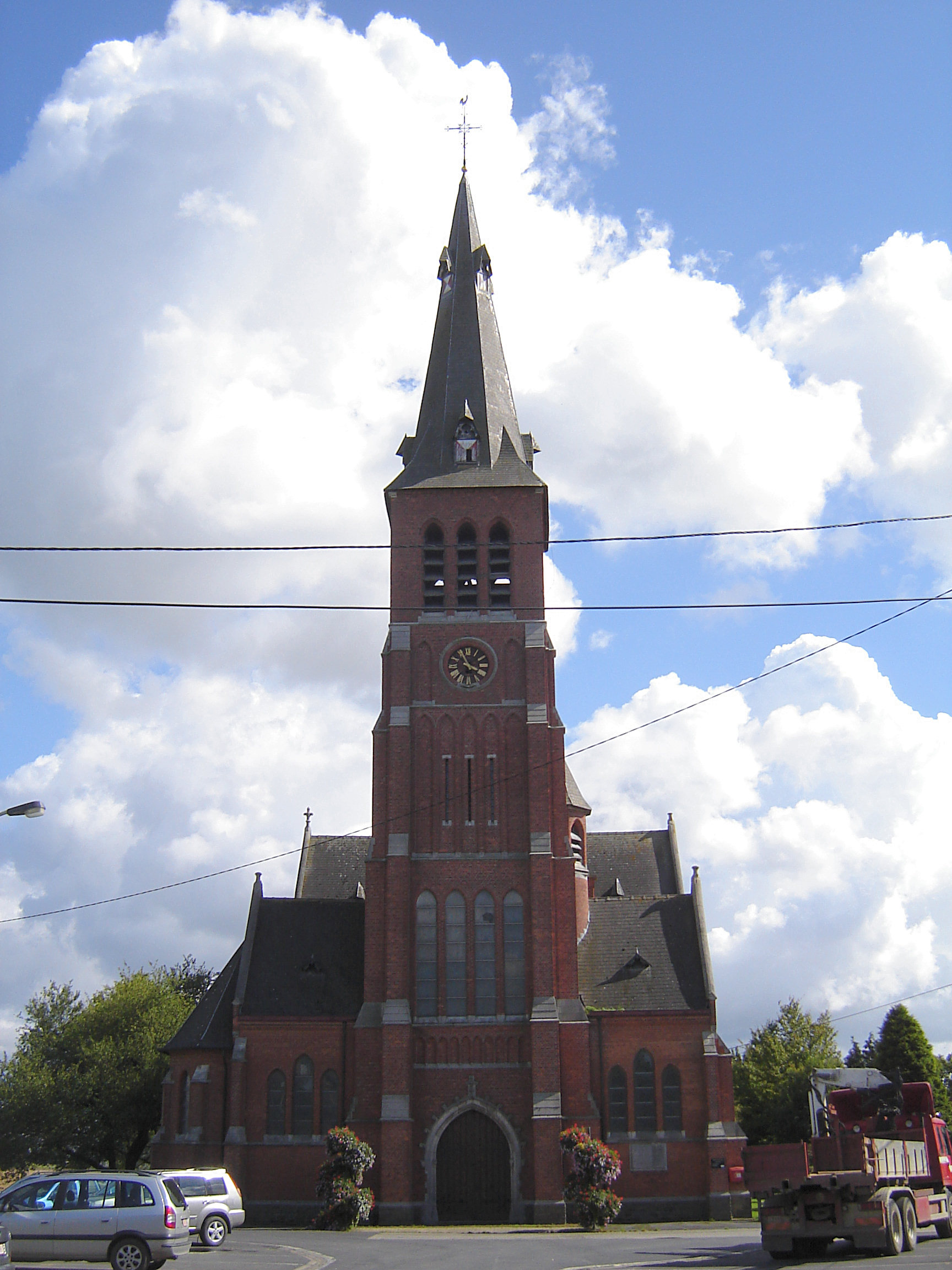
Sint-Engelbertuskerk

In 1904 werd de nabijgelegen Hertogin Hedwigepolder aangemaakt.
Vanaf 1907 nam de bevolking aanzienlijk toe. In datzelfde jaartal begon men aan de bouw van een noodkerk. In 1910 begon men vervolgens aan de bouw van de huidige Sint-Engelbertuskerk in neogotische stijl.

## Natuur en landschap
Prosperpolder ligt op de Belgisch-Nederlandse grens en vlak bij het natuurgebied Verdronken Land van Saeftinghe. De Prosperpolder is een internationale polder. De Hertogin Hedwigepolder ligt op Nederlands grondgebied en de Doelpolder met Doel in het oosten op Belgisch grondgebied.

## Natuurcompensatie

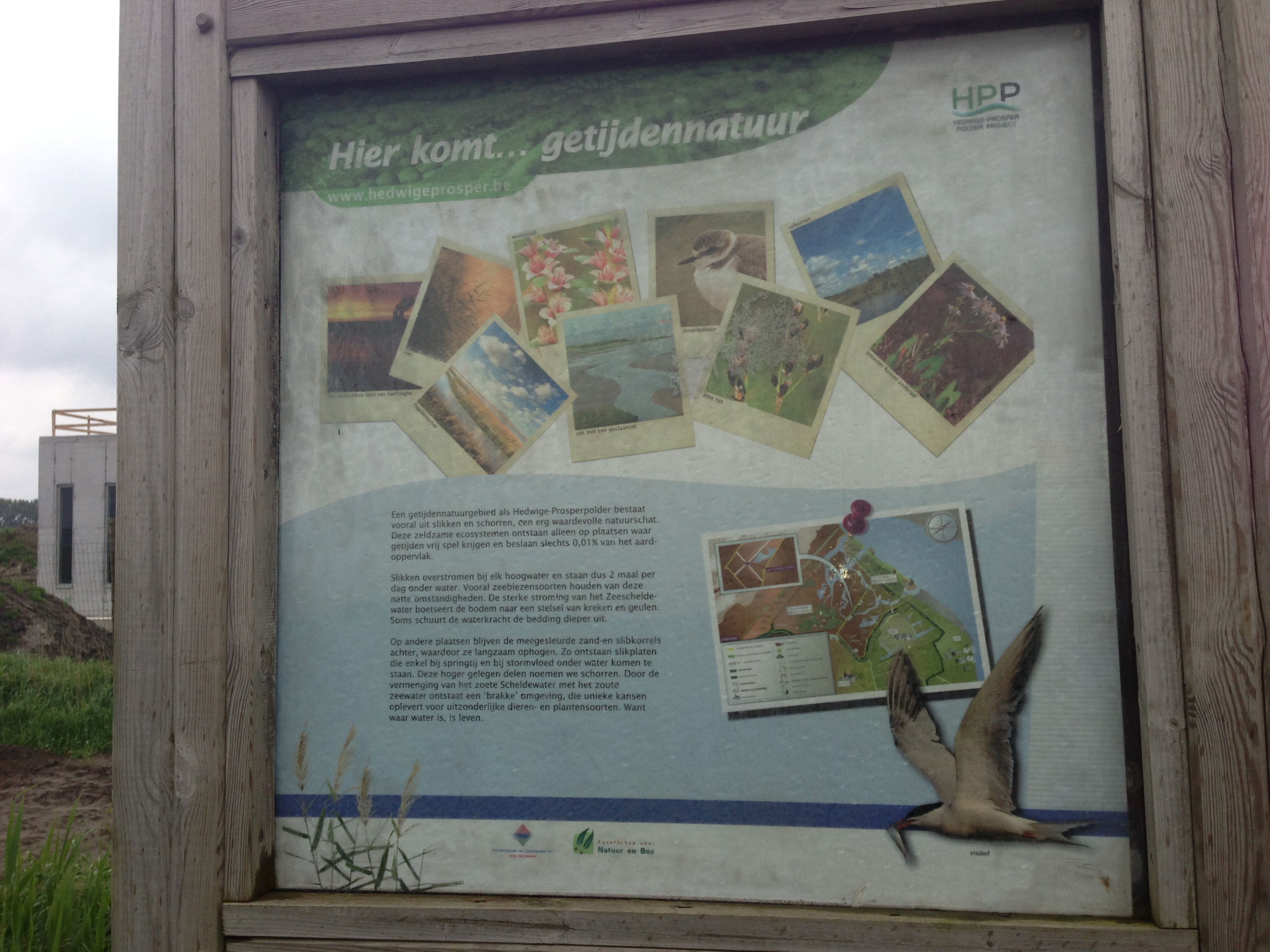
Infobord natuurherstelproject Hedwige Prosper

Ter compensatie van de natuur die verloren ging en zal gaan door de uitbreiding van de Haven van Antwerpen, worden er twee natuurprojecten uitgevoerd in de Prosperpolder: Prosperpolder Noord en Prosperpolder Zuid. Het westen van de Prosperpolder, waar het dorp ligt, blijft behouden voor landbouw en wonen.

### Prosperpolder Noord
Het natuurgebied Prosperpolder Noord is ontworpen als slikken- en schorrengebied. Als onderdeel van het internationale Hedwige- Prosperproject, een natuurcompensatie voor de verdieping van de vaargeul van de Schelde, begon men in 2009 aan een nieuwe dijk die loopt van de Schelde ter hoogte van het gehucht Ouden Doel naar de Polderdijk. Vandaar loopt de dijk naar het noorden langs de Carolusstraat ten oosten van het gehucht Prosperpolder, om te eindigen ter hoogte van het Verdronken Land van Saeftinghe.
Ontpoldering van de Hedwige-Prosperpolder, 465 hectare groot, zal de verbinding tussen de schorren aan de Schelde bij Ouden Doel en het Paardenschor aan de ene kant en het Verdronken Land van Saeftinghe aan de andere kant verruimen. Het totaalgebied, eens gerealiseerd zal goed zijn voor 4.000 hectare uitzonderlijke getijdennatuur van internationaal belang. Met of zonder Hedwige-Prosper-ontpoldering is het Verdronken Land van Saeftinghe reeds het grootste brakwater schorrengebied van West-Europa.

#### Uitvoering
Op Belgisch grondgebied (Prosperpolder) zijn de werken al vergevorderd, met onder meer de aanleg van de zeewerende dijk ten zuiden van het ontpolderde gebied. De vergunningsprocedures voor de werken op Nederlands grondgebied (Hedwigepolder) zijn met enige vertraging gestart in 2013. De werken zouden half 2016 starten en tegen augustus 2019 zou de Hedwige-Prosperpolder in werking moeten treden als estuarien gebied.

### Prosperpolder Zuid
Het toekomstige natuurgebied Prosperpolder Zuid heeft een oppervlakte van 170 hectare en ligt ten zuiden van de nieuwe zeedijk van Prosperpolder Noord en ten zuidoosten van het dorp Prosperpolder. In het zuiden wordt het gebied begrensd door de polderdijk van de Nieuw-Arenbergpolder. Ook in de Nieuw Arenbergpolder zal een (kleiner, 48 ha) natuurgebied aangelegd worden als weidevogelgebied. Prosperpolder Zuid zal ontwikkeld worden als plas- en oevergebied. De aanvoer van water zal gebeuren via de ontpolderde Prosperpolder Noord.

#### Uitvoering
De plannen werden opgestart in 2009. In 2012 worden de plannen gefinaliseerd, waarna op 30 april 2013 het GRUP 'Afbakening zeehavengebied Antwerpen', waarin de nieuwe natuur wordt voorzien, definitief werd vastgesteld door de Vlaamse overheid. Een deel van dit GRUP, met de plannen voor het Saeftinghedok, werd eind 2013 geschorst door de Raad van State, maar de schorsing gold niet voor de geplande natuurgebieden in de Prosperpolder. De Vlaamse overheid verwierf ondertussen het grootste deel van het gebied. De bouwvergunning werd afgeleverd in april 2015 en de aanbesteding gegund in december 2015. Zodra de verwerving, met nog enkele actieve onteigeningsprocedures, rond is, gaat de inrichting van start.

## Trivia
Prosperpolder speelt een belangrijke rol als decor in de in 2013 uitgekomen film Matterhorn van Diederik Ebbinge.
In 2015 gingen in Prosperpolder de opnames door voor de televisiereeks Den elfde van den elfde die uitgezonden werd vanaf januari 2016 op de tv-zender Eén.

## Nabijgelegen kernen
België: Kieldrecht, Ouden Doel, Doel
Nederland: Emmadorp, Nieuw-Namen